# بخش موردوفسکی
بخش موردوفسکی (به لاتین: Mordovsky District) یک سکونتگاه مسکونی در روسیه است که در استان تامبوف واقع شده‌است.